# Szellő zúg távol
A Szellő zúg távol egy magyar népdalból lett cserkészdal. A népdalt Bartók Béla gyűjtötte a Tolna vármegyei Felsőiregen 1907-ben Kis kece lányom szöveggel. Hildigunnur Halldórsdóttir izlandi nyelven írt hozzá szöveget Óskasteinar címmel, amit a legtöbb iskolai kórus énekel és rengeteg feldolgozása létezik.
A kece szó jelentése nem tisztázott. A fehér ruhás kece lány valószínűleg kecses, karcsú menyasszonyt jelent.
Feldolgozások:
| Szerző                           | Mire                       | Mű                                    | Előadás       |
| -------------------------------- | -------------------------- | ------------------------------------- | ------------- |
| Kodály Zoltán                    | kétszólamú ének            | Bicinia Hungarica, II. füzet, 78. dal | [ 4 ]         |
| Kodály Zoltán                    | szoprán, tenor, zongora    | Nyolc kis duett, 4. dal               | [ 5 ]         |
| Bartók Béla                      | ének, zongora              | Magyar népdalok II. füzet, 10. dal    | [ 6 ]         |
| Bartók Béla                      | zongora                    | Gyermekeknek, 17. darab               | [ 7 ]         |
| Bárdos Lajos / Lukin László      | három szólamú egynemű kar  | Édesanyámhoz                          | [ 9 ] [ 10 ]  |
| Bárdos Lajos / dr. Márkus Miklós | vegyeskar                  | Tábortűznél                           | [ 11 ] [ 12 ] |
| Bárdos Lajos / dr. Márkus Miklós | egynemű kar                | Szellő zúg                            | [ 13 ]        |
| Petres Csaba                     | két furulya                | Tarka madár, 54. kotta                |               |
| Máriássy István                  | zongora vagy ének és gitár | Elindultam szép hazámból, 48. kotta   |               |
| Ludvig József                    | ének, gitárakkordok        | Mennyből az angyal, 35. oldal         |               |
| Ludvig József                    | ének, gitárakkordok        | Kis kacsa fürdik…, 4. oldal           |               |
| Szőllősy András                  | zongora                    | Kis kece lányom                       |               |

## Kotta és dallam
| Szellő zúg távol, alszik a tábor, alszik a tábor, csak a tűz lángol, rakd meg, rakd meg, cserkész pajtás azt a tüzet, Isten tudja mikor látunk megint ilyet. | Szellőzúgásnak fárad a hangja, kis falucskának szól a harangja. Hallga, hallga, szól a harang, bim-bim, bim-bam, Lelkünk mélyén kél a visszhang, bim-bam, bim-bam. |

A dal eredeti szövege:
| Kis kece lányom fehérbe' vagyon, Fehér a rózsa, kezébe' vagyon. Mondom-mondom, fordulj ide, mátkám asszony, Mondom-mondom, fordulj ide, mátkám asszony. | Citrusi menta, kajtali rózsa, Elmennék táncba, ha szép lány volna. Mondom-mondom, fordulj ide, mátkám asszony, Mondom-mondom, fordulj ide, mátkám asszony. |

## Felvételek
- Kis Kece Lányom (cover Alice). YouTube (2013. június 25.)  (Hozzáférés: 2016. január 17.) (videó)
- Gryllus Vilmos:  Kis kece lányom (dal, rajzfilm gyerekeknek). YouTube (2013. december 6.)  (Hozzáférés: 2016. január 17.) (videó)

Feldolgozások:
- Kis kece lányom. Misztrál együttes  YouTube (2007. augusztus 8.)  (Hozzáférés: 2016. január 17.) kotta.
- Kiskece lányom. Budapest bár (2011. augusztus 22.)  (Hozzáférés: 2016. január 17.)